# Església de San José
L'Església de San José, antigament Església de Santo Tomás de Aquino, es localitza en la part més alta del barri vell de San Juan dins de l'àrea històrica colonial de la capital de Puerto Rico, és una de les primeres obres arquitectòniques de rellevància a l'illa, i més primerencs exemplars d'arquitectura gòtica espanyola del segle xvi en l'hemisferi occidental. L'edifici mostra quatre segles de disseny i arquitectura de tradicions de maçoneria incloent les extraordinàries voltes gòtiques isabelins, un disseny arquitectònic català poc comú.
En 2013 va estar en la llista dels 11 llocs històrics més en perill d'extinció.

## Història
L'església va ser construïda de 1532 a 1735 per l'ordre de dominicos com a part del seu Monestir de Santo Tomás de Aquino. El seu nom actual va ser donat pels jesuïtes quan van prendre control del monestir en 1865.
Juan Ponce de León, el primer governador espanyol de Puerto Rico, va ser sepultat en la cripta de l'església de 1559 a 1836, data quan les seves restes van ser exhumades i transferides a la Catedral de Sant Juan Bautista. No obstant això, el seu escut d'armes encara es troba prop de l'altar major. El seu net, Juan Ponce de León II està sepultat en la cripta sota el pis del santuari. El pintor porto-riqueny José Campeche també està sepultat a l'església.
En 1858, l'orde jesuïta es va fer càrrec del temple i li va canviar el nom a Església San José. Més endavant, en 1887, l'església passa a les mans dels Missioners Paúles. Cadascun dels ordes religiosos que van dirigir el temple van deixar la seva petjada mitjançant canvis i renovacions a l'estructura, raó per la qual presenta una gran varietat d'estils. L'església també va sofrir danys durant el bombardeig a San Juan ocorregut en la Guerra Hispà-Nord-americana (1898).

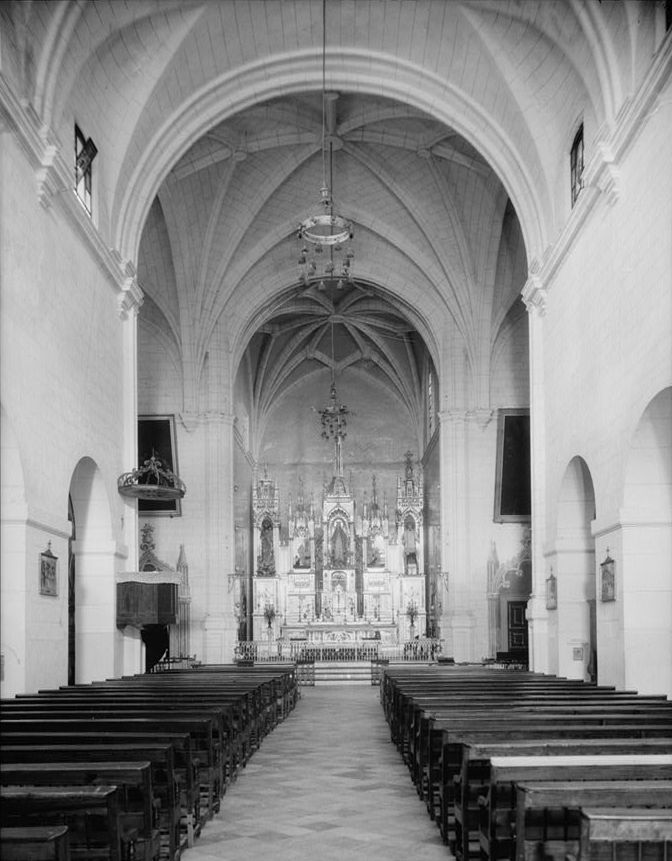
Vista de l'interior de l'església, aprox. 1933

En 1972, la pintura del segle xv Virgen de Belén va desaparèixer de l'església. En 2002, després de l'inici un projecte de restauració de l'estructura, es van trobar diverses pintures murals, entre elles una de mitjans del segle xix de la Batalla de Lepanto. En el 2004, el World Monuments Fund (WMF) va declarar l'Església San José patrimoni mundial. Això va ajudar a la millora de la seva conservació per l'augment de donacions d'organitzacions sense finalitats de lucre, del Govern i de residents de Puerto Rico donat que WMF, al seu programa World Monuments Watch, fomenta el suport comunitari per a la protecció de llocs en perill d'extinció.
En l'actualitat, l'estructura contínua en restauració i rehabilitació, per la qual cosa roman parcialment tancada al públic.